# Хустец (Закарпатская область)
Хустец (укр. Хустець) — село, входит в Хустскую городскую общину Хустского района Закарпатской области Украины.
Население по переписи 2001 года составляло 829 человек. Почтовый индекс — 90434. Телефонный код — 3142. Код КОАТУУ — 2125384004.